# Hamnet (film)
Hamnet is een toekomstige Brits-Amerikaanse historische dramafilm, geregisseerd door Chloé Zhao, gebaseerd op een scenario geschreven door Zhao samen met Maggie O'Farrell en gebaseerd op de gelijknamige roman van O'Farrell uit 2020. De hoofdrollen worden vertolkt door Jessie Buckley, Paul Mescal, Emily Watson en Joe Alwyn.

## Verhaal
De film vertelt een fictief verhaal over het leven van William Shakespeare en zijn vrouw Agnes, na de dood van hun elfjarige zoon Hamnet.

## Rolverdeling
| Acteur         | Personage           |
| -------------- | ------------------- |
| Jessie Buckley | Agnes Shakespeare   |
| Paul Mescal    | William Shakespeare |
| Emily Watson   | Mary Shakespeare    |
| Joe Alwyn      | Bartholomew         |
| Jacobi Jupe    | Hamnet Shakespeare  |
| Jack Shalloo   | Marcellus           |
| David Wilmot   | John Shakespeare    |

## Productie
In november 2022 werd een toneelproductie van Maggie O'Farrells roman werd aangekondigd, waarbij de filmrechten voor publicatie waren verworven door de in Londen gevestigde Liza Marshall en haar bedrijf Hera Pictures, die vervolgens een partnerschap aangingen met Neal Street Productions. In april 2023 werd Chloé Zhao ingehuurd om de film te regisseren en zou zij samen met O'Farrell het scenario schrijven.
In mei 2023 begonnen Paul Mescal en Jessie Buckley met onderhandelingen om in de film te spelen. Mescal bevestigde in een interview in januari 2024 dat hij en Buckley de hoofdrollen zouden spelen. Joe Alwyn en Emily Watson werden in augustus 2024 aan de cast toegevoegd en Steven Spielberg werd als producent aangekondigd.

### Filmopnames
De filmopnames zouden oorspronkelijk op 3 juni 2024 in Londen van start gaan maar de productie begon in plaats daarvan op 29 juli 2024 in Wales en werd op 30 september afgerond. Łukasz Żal fungeerde als cameraman.

## Release
Hamnet zal op 7 september 2025 in première gaan op het Internationaal filmfestival van Toronto.